# Organ harvest
Organ harvest is het zevende muziekalbum van de Britse band Radio Massacre International (RMI). Nadat RMI al eerder eigen opnamen hadden verspreid via hun eigen platenlabel Northern Echo, kwam bij de opnamen van dit album hun eigen geluidsstudio Northern Echo gereed. Het gehele album, in stijl van de Berlijnse School voor elektronische muziek, is opgenomen met analoge sequencer- en synthesizerapparatuur, er wordt nadrukkelijk vermeld dat er geen computer is gebruikt. Het album bestaat uit een suite, waarbij de bedoeling was het album als een geheel te laten klinken.
De eerste uitgifte van het album vond plaats tijdens de KLEMdagen (dagen gewijd aan elektronische muziek) van 1997.    

## Musici
- Steve Dinsdale – synthesizers
- Duncan Goddard – synthesizers, gitaar
- Gary Houghton - synthesizers

## Muziek
| Nr. | Titel                  | Duur  |
| --- | ---------------------- | ----- |
| 1.  | Organ harvest (part 1) | 12:08 |
| 2.  | Geiger                 | 10:36 |
| 3.  | Edison                 | 12:20 |
| 4.  | Rainy day song         | 13:58 |
| 5.  | Organ harvest (part 2) | 7:02  |
| 6.  | A minute of silence    | 6:07  |